# Pecci (famiglia)

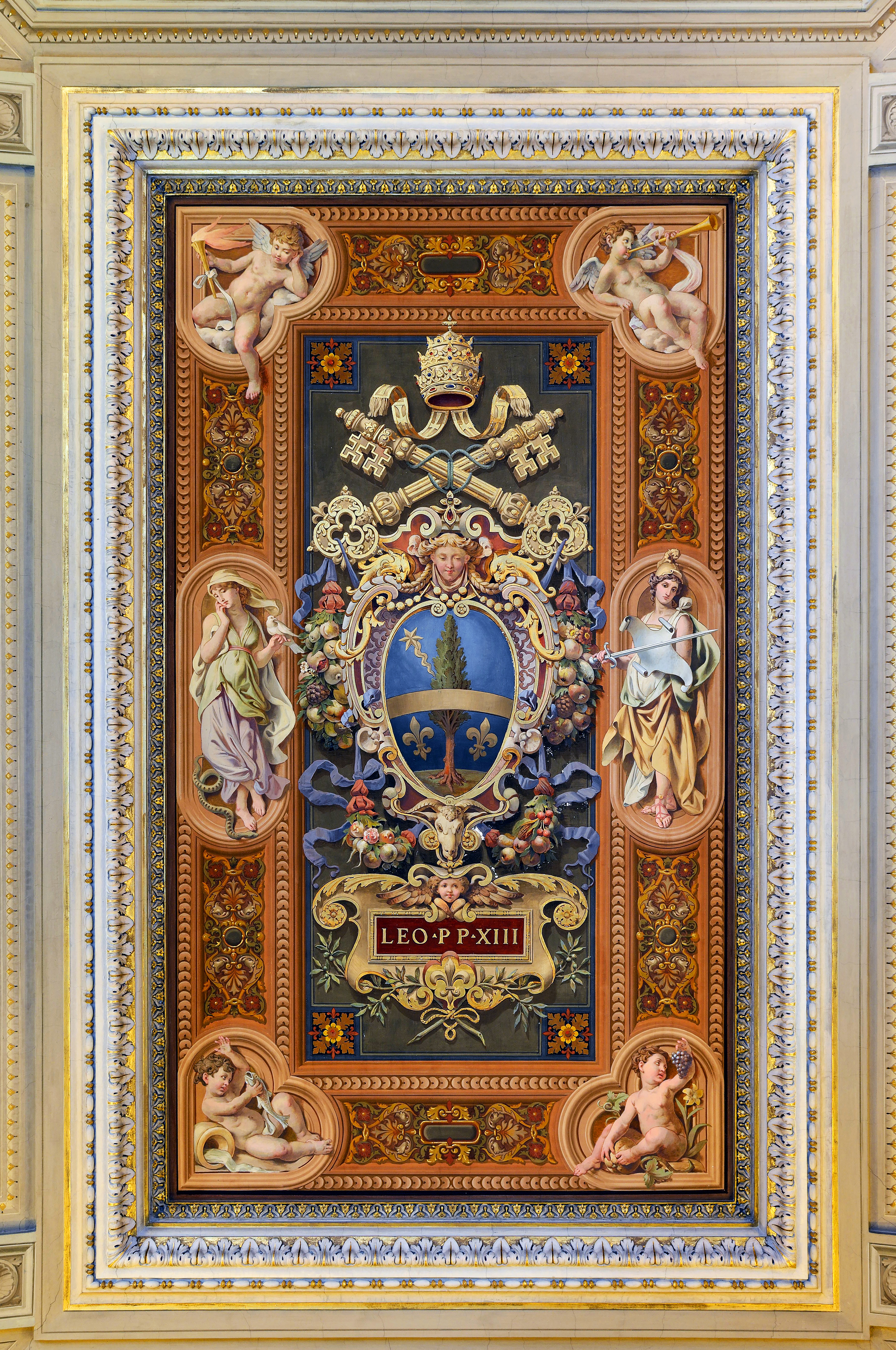
Stemma papale di Casa Pecci nella Galleria dei Candelabri all'interno dei Musei Vaticani

La Casata dei Pecci è una famiglia nobile di origine senese. Un ramo della famiglia, nel XVI secolo, si trasferì a Carpineto, presso Roma, piccolo e antico borgo abbarbicato sui monti Lepini, abitato in epoca preromana dai Volsci.
Il prestigio del Casato crebbe alla fine dell'Ottocento, quando il cardinale Vincenzo Gioacchino Pecci salì al soglio pontificio con il nome di Leone XIII (1810-1903).

## Storia

### Origini
I Pecci romani derivavano dall'omonimo antico ed influente casato di Siena. Antonio si stabilì a Carpineto acquistando il 29 agosto 1500 un Palazzo adiacente al castello De Ceccano che, dopo il 1575, passerà in proprietà dei suoi eredi. I due figli di Antonio, Pietro e Leonardo, ripartirono la famiglia in due diramazioni.

### Leone XIII papa

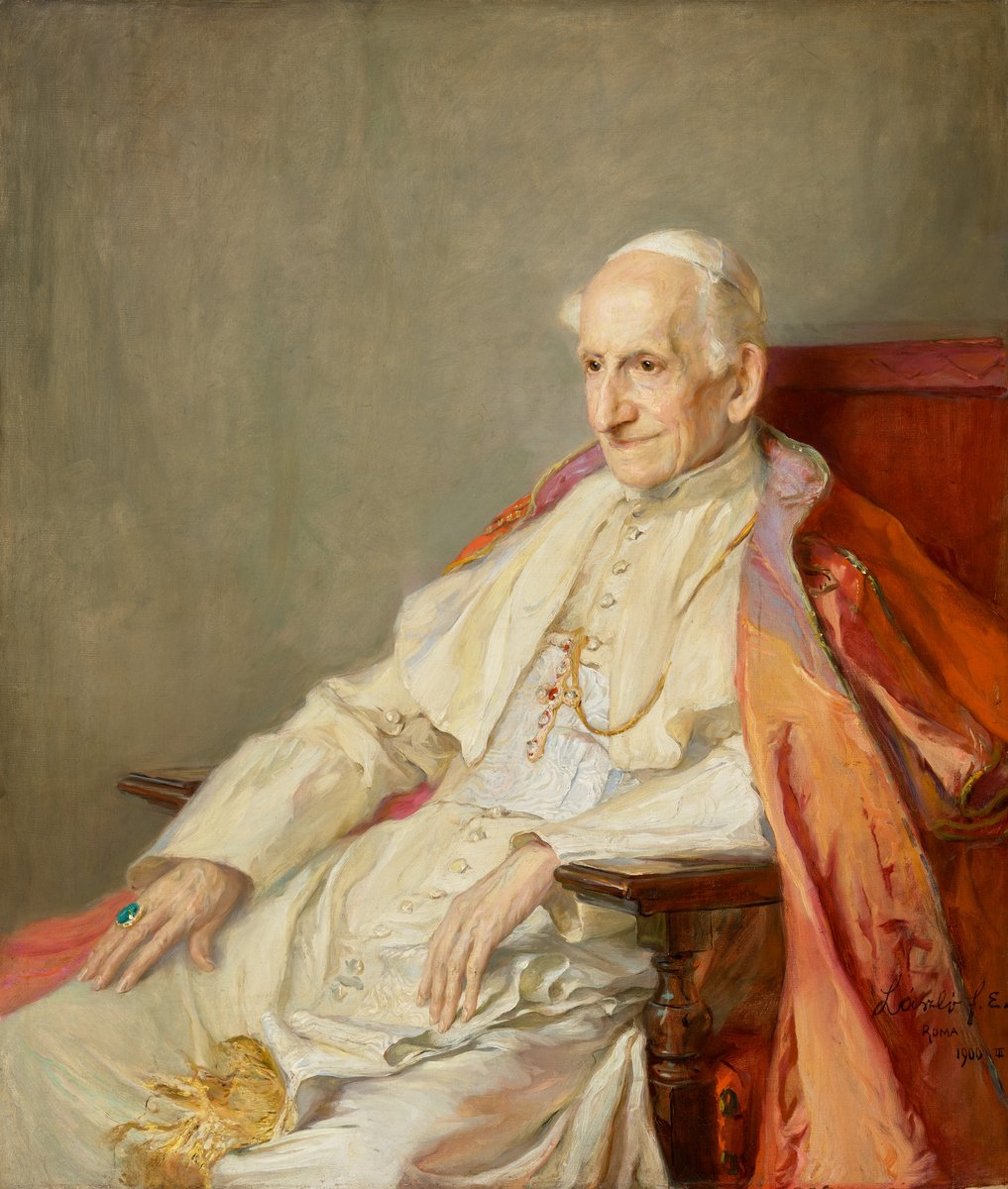
Papa Leone XIII ritratto da Philip de László nel 1900

I discendenti di Pietro ricoprirono importanti funzioni nel settore militare e della medicina: nell'Ottocento si ricongiunsero con il ramo di Leonardo, di cui facevano parte il protonotario apostolico Giuseppe e Leone XIII, tramite le nozze di Michelangelo con Anna Maria, sorella del pontefice.
I genitori del futuro pontefice - Domenico e Anna - ebbero sette rampolli, tra cui: Vincenzo Gioacchino (papa Leone XIII), Giuseppe (l'ultimo cardinal nipote), la menzionata Anna Maria e Giovanni Battista, progenitore, con la consorte Angela Salina, degli attuali Pecci e riconfermato Conte sul cognome, in virtù di un breve sottoscritto nel 1880 dal fratello, valido anche per i suoi eredi primogeniti maschi.
La linea comitale di Giovanni Battista ebbe la cappella gentilizia in San Nicola di Carpineto e nelle chiese romane di Santa Maria in Costantinopoli, delle Santissime Stimmate e di San Crisostomo. I Pecci risiedevano abitualmente nel palazzo di Roma e in quello rinascimentale di Carpineto, restaurato dall'architetto Augusto Bonanni.

## Palazzi, ville e hôtel
| Immagine | Struttura             | Località                | Costruzione | Appaltatore                 | Note |
|          | Palazzo Pecci         | Carpineto Romano, Lazio | XVI secolo  | Antonio Pecci               | Questo Palazzo, proprietà della famiglia Pecci dal Cinquecento, è stato la casa natale di papa Leone XIII |
|          | Palazzo Pecci         | Maenza, Lazio           | XIX secolo  | Gioacchino Pecci            | Oggi ospita alcuni uffici del Comune |
|          | Palazzo Pecci-Blunt   | Roma, Lazio             | XVI secolo  | Paluzzi degli Albertoni     | Conosciuto come Palazzo Fani Pecci Blunt o Palazzo Fani Ruspoli Pecci Blunt o palazzo Malatesta, è un edificio manierista che si trova a Roma, all'angolo tra piazza d'Aracoeli e via della Tribuna di Tor de' Specchi, nel rione Campitelli; accanto c'è palazzo Massimo di Rignano. |
|          | Villa Reale di Marlia | Marlia, Toscana         |             |                             | Il complesso architettonico, denominato reale per essere stato proprietà di Elisa Bonaparte Baciocchi, tra gli altri, fu acquistato da Anna Laetitia Pecci nel 1923 |
|          | Hôtel de Pecci-Blunt  | Parigi                  | 1768        | Dominique-Joseph de Cassini | Si tratta di un hôtel particulier di Parigi, ora proprietà dello Stato francese |

## Galleria d'immagini

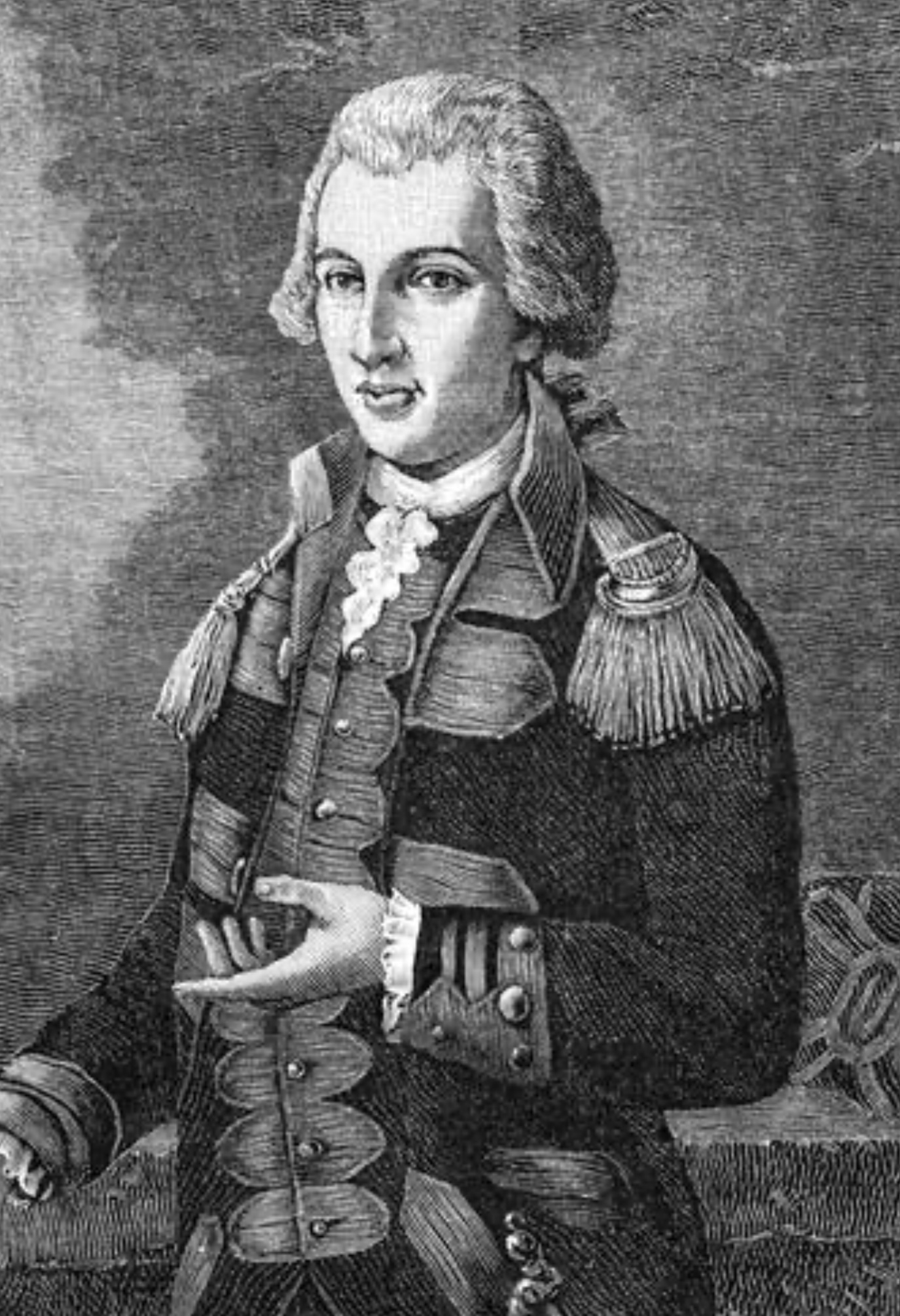
Domenico Lodovico Pecci
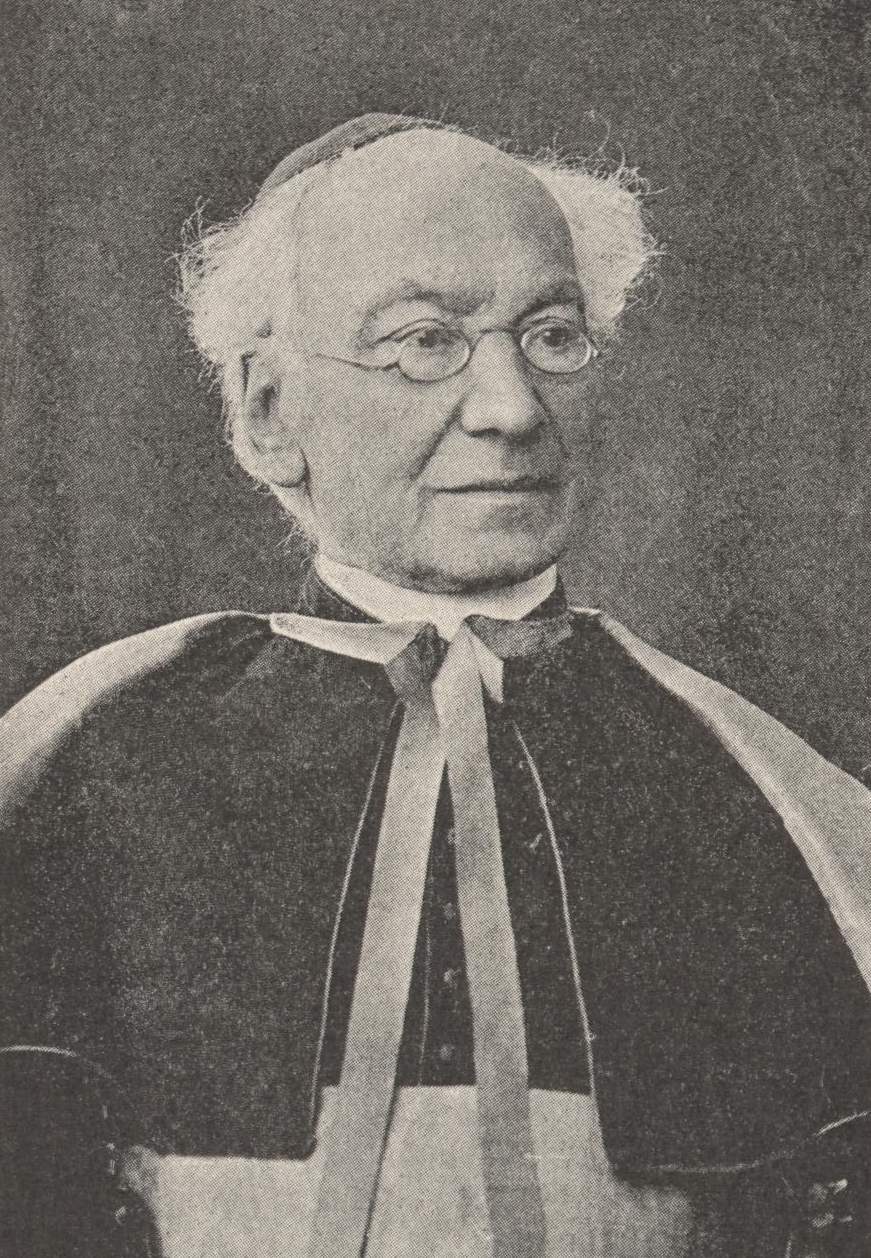
Il cardinale Giuseppe fotografato nel 1887
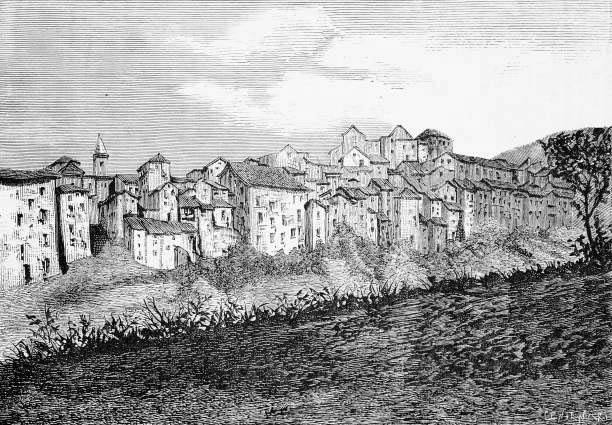
Carpineto Romano nel 1878